# Miriana Bogoievici
Mirjana Albertz (născută Bogojevic; n. 31 iulie 1979, Hamm, Germania) a fost un fotomodel aleasă la vârsta de 21 la un concurs de frumusețe, Miss Germany.
Mirjana Albertz a locuit în Schleswig-Holstein în septembrie 1999 lucrează ca soră medicală și este aleasă Miss Lübeck, iar la 12 ianuarie 2001 va fi aleasă în Berlin Miss Germany. La sfârșitul anului 2002 se va logodi cu fotbalistul german Jörg Albertz care a jucat la Hamburger SV și cu care se va căsători în anul 2006. Intre anii 2002 - 2004 a trăit în Shanghai. În prezent locuiește cu soțul ei în Mönchengladbach are o fetiță și duce o viață retrasă.